# Упражнения Кегеля
Упражнения Кегеля — упражнения, направленные на развитие мышц промежности. Укрепление и тренировка этих мышц помогает при профилактике и лечении заболеваний мочеполовых органов (например, недержание мочи, простатит) и прямой кишки (геморрой, недержание кала и другие), при регуляции половых функций. Разработаны в середине XX века Арнольдом Кегелем для женщин, однако установлено, что они также подходят и для мужчин, в основном для лечения преждевременного семяизвержения.

### Упражнения
- Опорожните мочевой пузырь
- Сядьте или лягте
- Напрягите мышцы тазового дна
- Удерживайте их в течение 3–5 секунд
- Расслабьтесь в течение 3–5 секунд

Повторите 10 раз
Что не делать:
- Не задерживайте дыхание
- Не напрягайте живот, ягодицы или бедра
- Начинайте медленно
- Дышите равномерно и глубоко.

Вы должны почувствовать тянущее ощущение в области влагалища или прямой кишки.
Выполняйте упражнения Кегеля три раза в день. Начните с положения сидя или лежа, а затем перейти к положению стоя. Вы должны продолжать выполнять упражнения даже после того, как начнете видеть результаты. Вы можете заметить изменения в силе мышц таза в течение 6–8 недель. Если вы продолжаете испытывать боль или не чувствуете улучшения симптомов, вам следует обратиться к врачу.